# Haltere la Jocurile Olimpice de vară din 1996

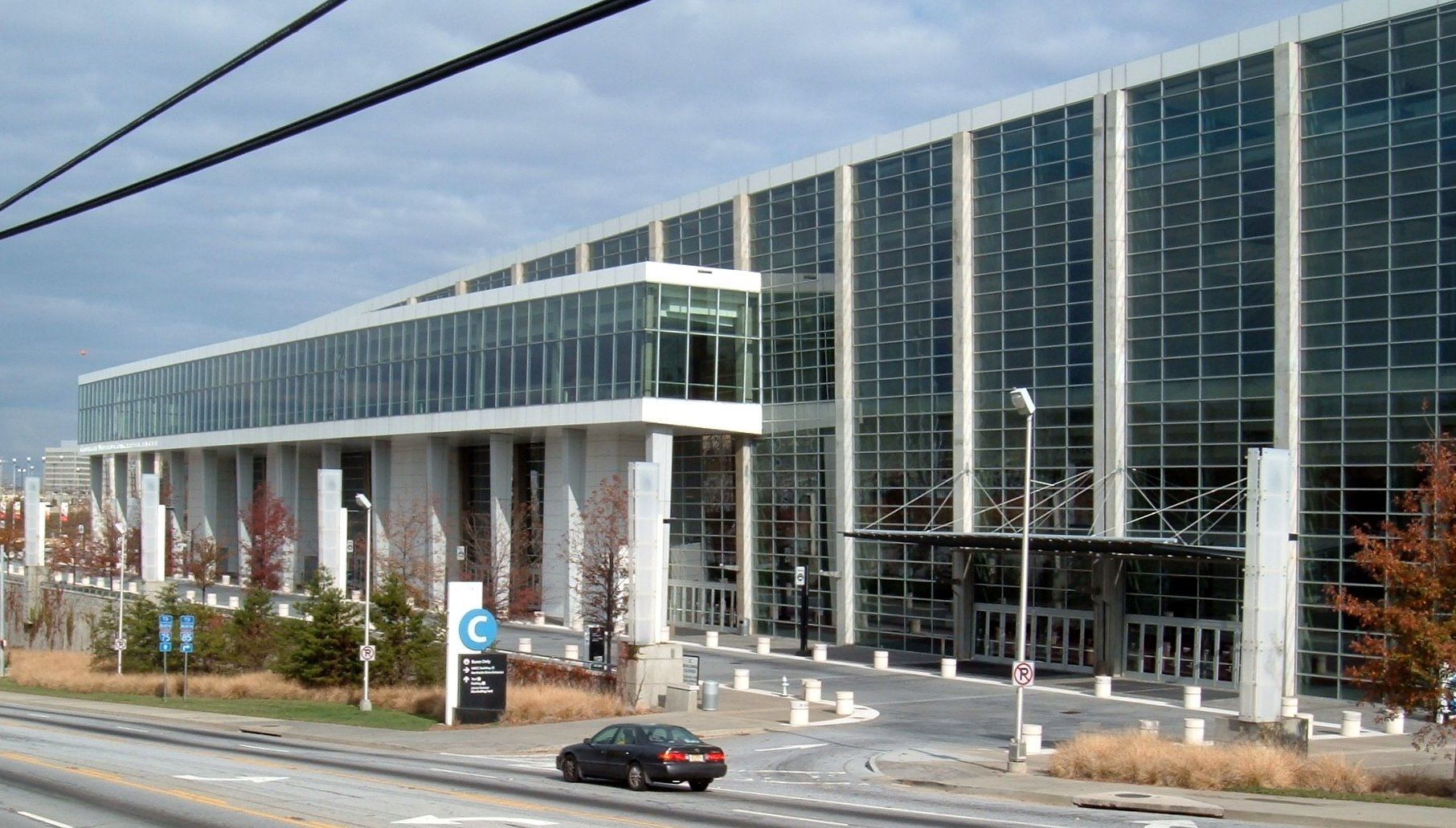
Georgia World Congress Center

Probele sportive de haltere la Jocurile Olimpice de vară din 1996 au avut loc în perioada 20 - 30 iulie 1996 și s-au desfășurat la Georgia World Congress Center.

## Rezultate
| Probă           | Aur                        | Argint                  | Bronz                  |
| 54 kg Detalii   | Halil Mutlu (TUR)          | Zhang Xiangsen (CHN)    | Sevdalin Minchev (BUL) |
| 59 kg Detalii   | Tang Lingsheng (CHN)       | Leonidas Sampanis (GRE) | Nikolai Peșalov (BUL)  |
| 64 kg Detalii   | Naim Süleymanoğlu (TUR)    | Valerios Leonidis (GRE) | Xiao Jiangang (CHN)    |
| 70 kg Detalii   | Zhan Xugang (CHN)          | Kim Myong-nam (PRK)     | Attila Feri (HUN)      |
| 76 kg Detalii   | Pablo Lara Rodriguez (CUB) | Ioto Iotov (BUL)        | Jon Chol-ho (PRK)      |
| 83 kg Detalii   | Pyrros Dimas (GRE)         | Marc Huster (GER)       | Andrzej Cofalik (POL)  |
| 91 kg Detalii   | Aleksei Petrov (RUS)       | Leonidas Kokas (GRE)    | Oliver Caruso (GER)    |
| 99 kg Detalii   | Kakhi Kakhiashvili (GRE)   | Anatoli Khrapaty (KAZ)  | Denîs Hotfrid (UKR)    |
| 108 kg Detalii  | Timur Taimazov (UKR)       | Serghei Sârțov (RUS)    | Nicu Vlad (ROM)        |
| +108 kg Detalii | Andrei Cemerkin (RUS)      | Ronny Weller (GER)      | Stefan Botev (AUS)     |

## Clasament pe medalii
| Loc   | Țară           | Aur | Argint | Bronz | Total |
| ----- | -------------- | --- | ------ | ----- | ----- |
| 1     | Grecia         | 2   | 3      | –     | 5     |
| 2     | China          | 2   | 1      | 1     | 4     |
| 3     | Rusia          | 2   | 1      | –     | 3     |
| 4     | Turcia         | 2   | –      | –     | 2     |
| 5     | Ucraina        | 1   | –      | 1     | 2     |
| 6     | Cuba           | 1   | –      | –     | 1     |
| 7     | Germania       | –   | 2      | 1     | 3     |
| 8     | Bulgaria       | –   | 1      | 2     | 3     |
| 9     | Coreea de Nord | –   | 1      | 1     | 2     |
| 10    | Kazahstan      | –   | 1      | –     | 1     |
| 11    | Australia      | –   | –      | 1     | 1     |
| 11    | Polonia        | –   | –      | 1     | 1     |
| 11    | România        | –   | –      | 1     | 1     |
| 11    | Ungaria        | –   | –      | 1     | 1     |
| Total | Total          | 10  | 10     | 10    | 30    |